# Zubenelakrab
Zubenelakrab —escrito también como Zuben Elakrab— es el nombre de la estrella γ Librae (γ Lib / 38 Librae), situada en la constelación de Libra a 152 años luz del sistema solar. Su nombre proviene del árabe al-Zuban al-Aqrab (الزبن العقرب), que significa «las pinzas del escorpión».
Zubenelakrab es una gigante naranja de tipo espectral K0III con una temperatura efectiva de 4822 K.
Tiene un diámetro 14 veces más grande que el del Sol, cifra calculada a partir de la medida directa de su diámetro angular —2,16 milisegundos de arco—.
De magnitud aparente +3,93, su luminosidad es 71 veces mayor que la luminosidad solar.
Zubenelakrab es más pobre en metales que el Sol; su abundancia relativa de hierro está comprendida entre el 38 % y el 50 % de la existente en nuestra estrella.
Tiene una masa estimada de 2,5 masas solares pero no existe unanimidad en cuanto a su edad; mientras que un estudio señala una edad de 3900 millones de años, otro reduce esta cifra a poco más de 1000 millones de años.
La existencia de una posible compañera cercana, a 0,097 segundos de arco, no ha podido ser confirmada por interferometría de moteado.

## Sistema planetario[6]
El 11 de abril de 2018 se anunció el descubrimiento de dos planetas gigantes gaseosos en órbita, aunque el 16 de abril de 2018 fueron agregados a la base de datos de exoplanetas. Fueron denominados Gamma Librae b y c. Gamma Librae b tiene una masa similar a la de Júpiter y una distancia un poco mayor que la de la Tierra, mientras que Gamma Librae c tiene una masa casi 5 veces superior a la de Júpiter.
| Nombre         | Masa (MJ) | Periodo (Días) | Semieje Mayor (UA) | Excentricidad | Argumento del Perihelio (ω) |
| -------------- | --------- | -------------- | ------------------ | ------------- | --------------------------- |
| Gamma Librae b | 1,0291    | 415,204        | 1,239688           | 0,2422        | 219,1                       |
| Gamma Librae c | 4,6295    | 964,63         | 2,176108           | 0,0561        | 154,3                       |